# Notoncus gilberti
Notoncus gilberti är en myrart som beskrevs av Auguste-Henri Forel 1895. Notoncus gilberti ingår i släktet Notoncus och familjen myror. Inga underarter finns listade i Catalogue of Life.

## Bildgalleri

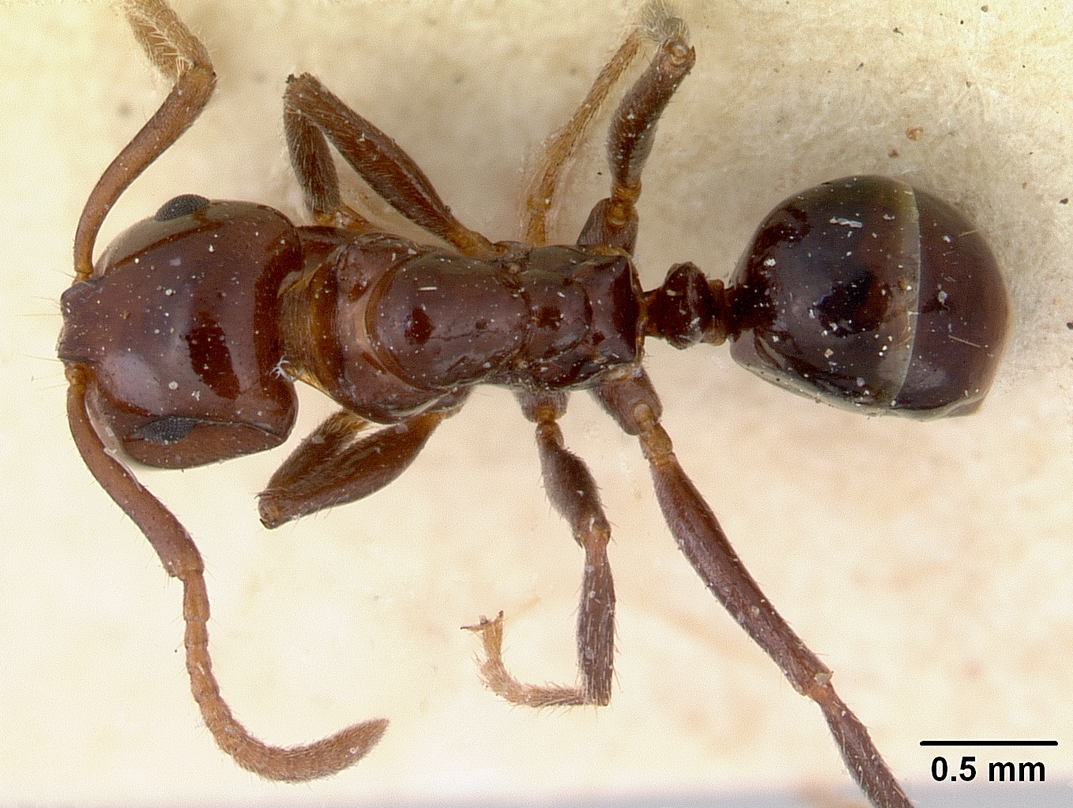
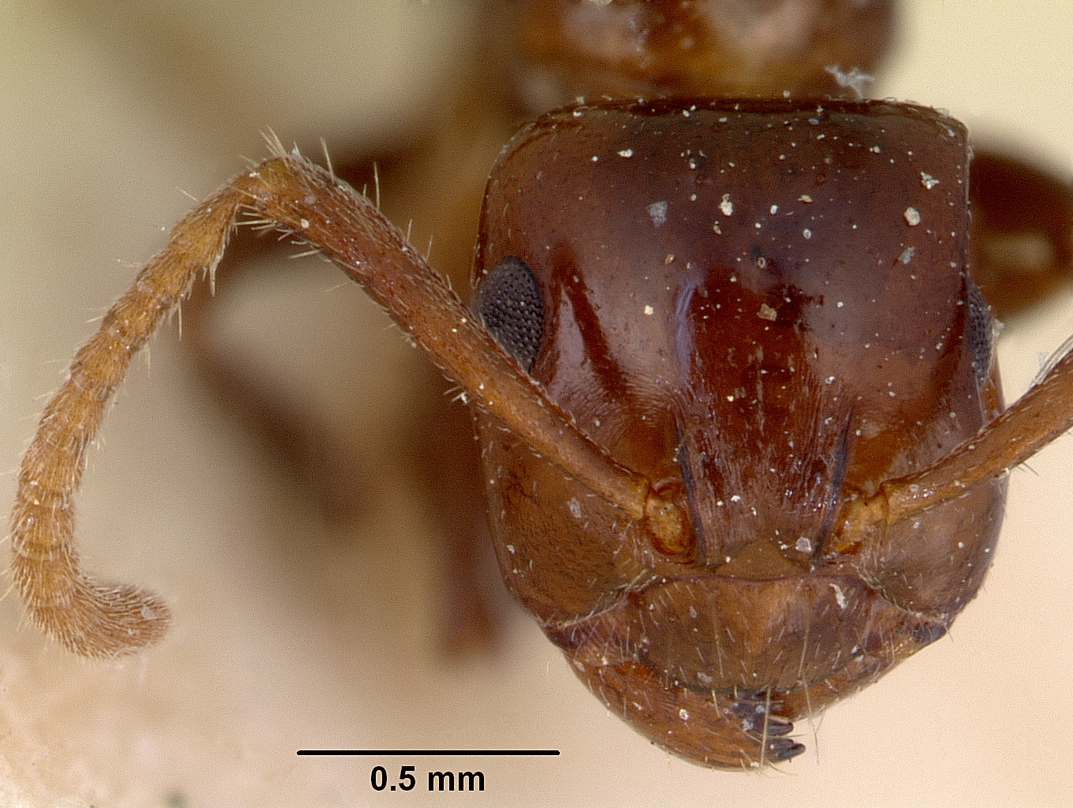
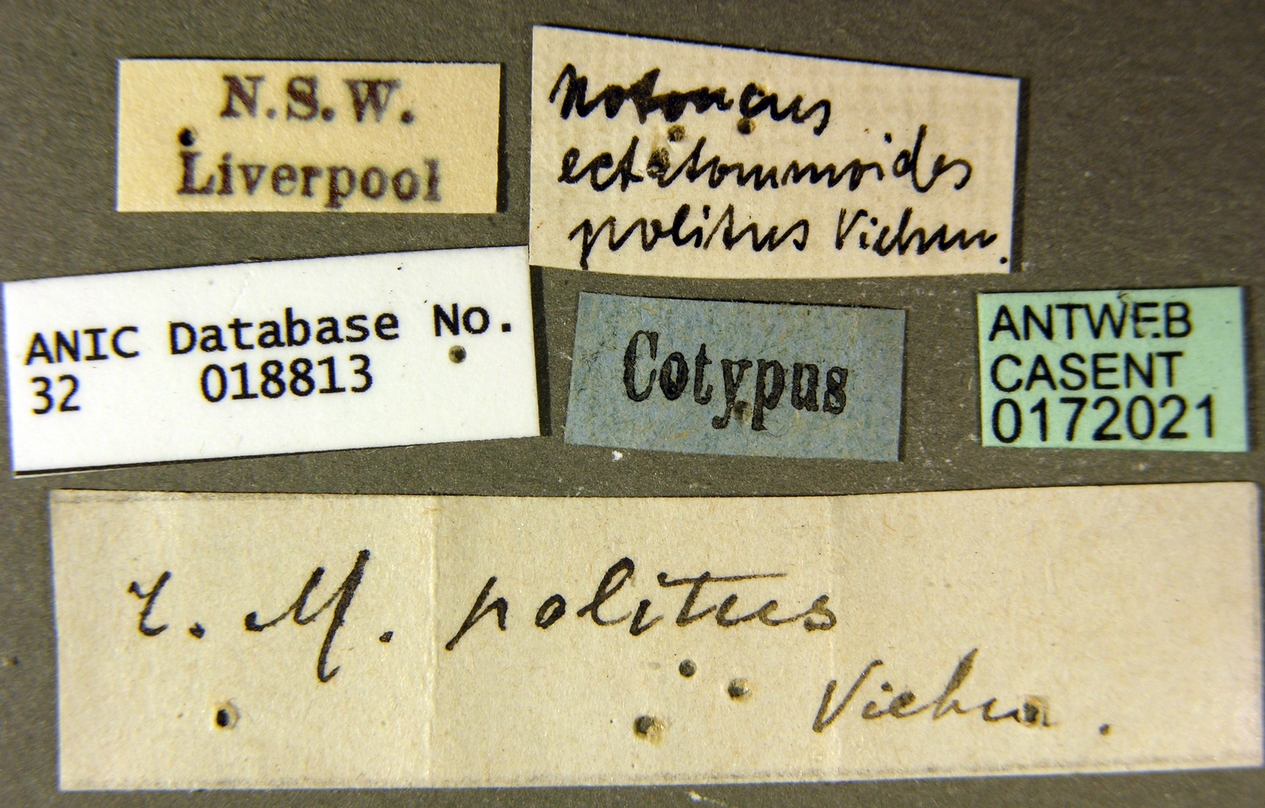
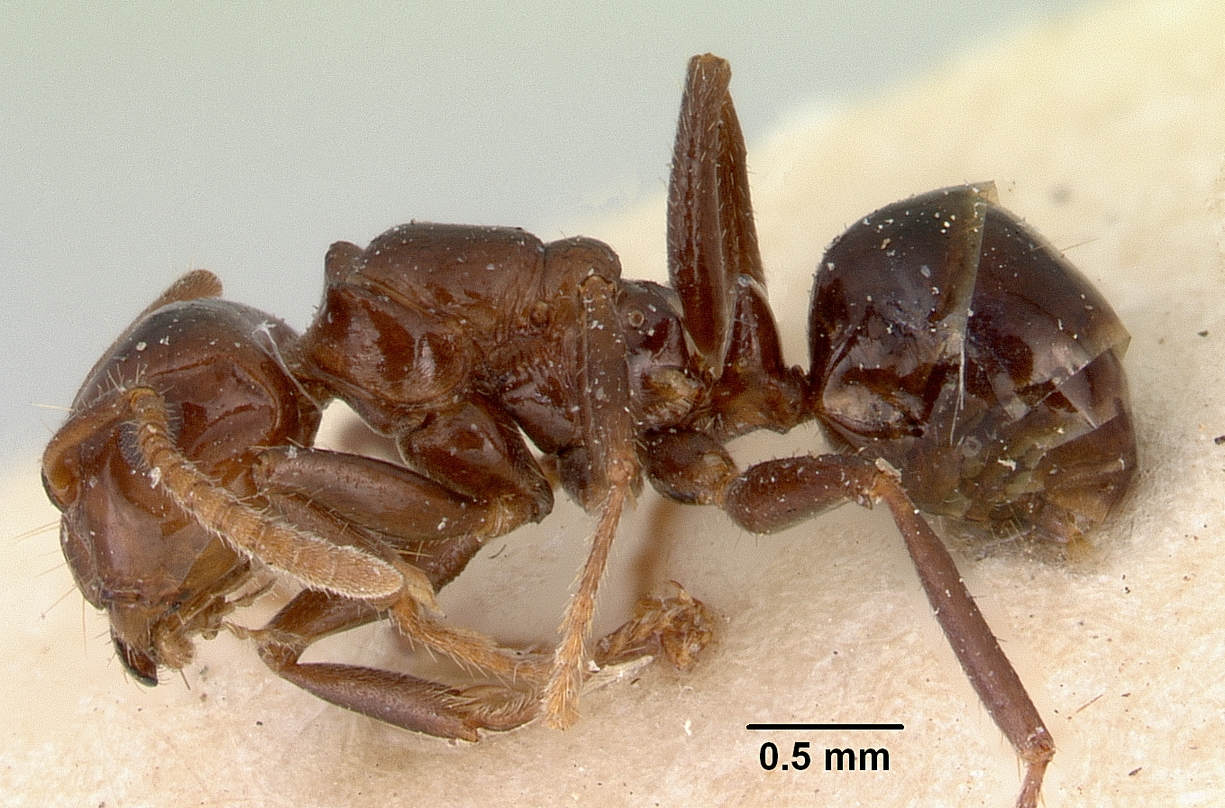
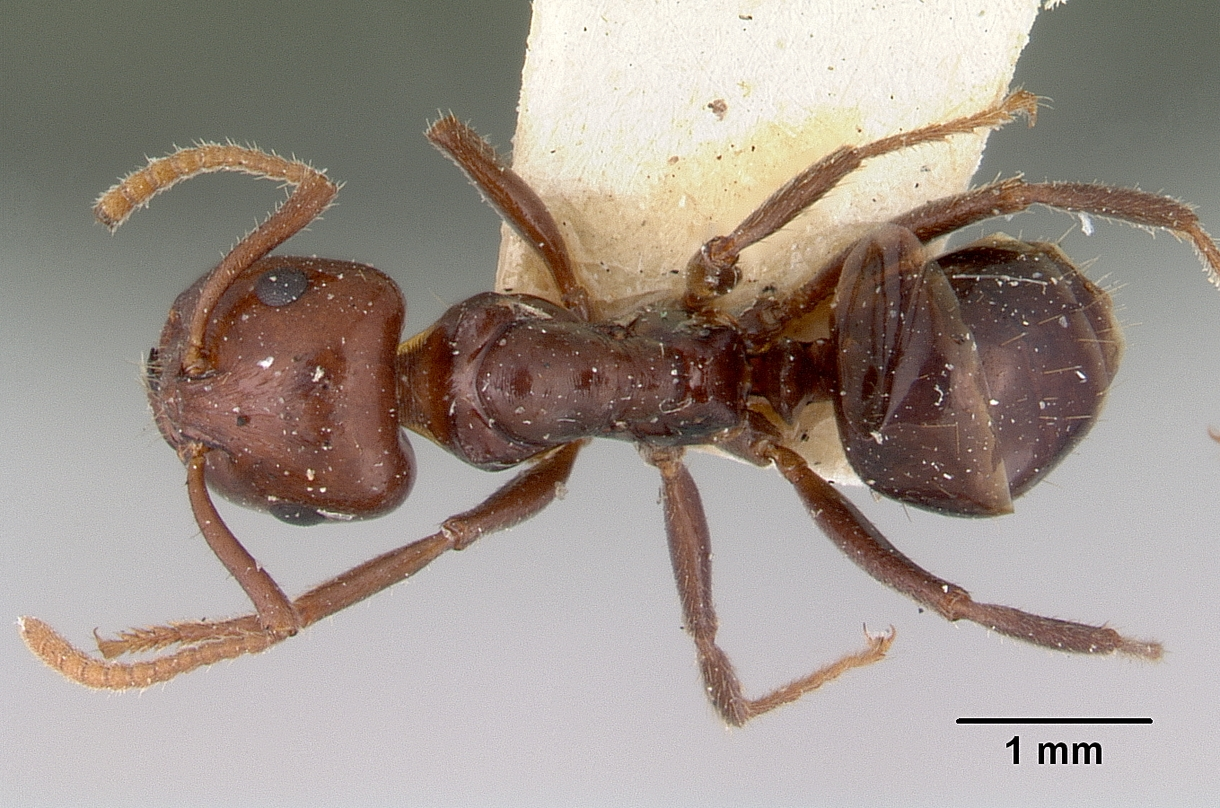
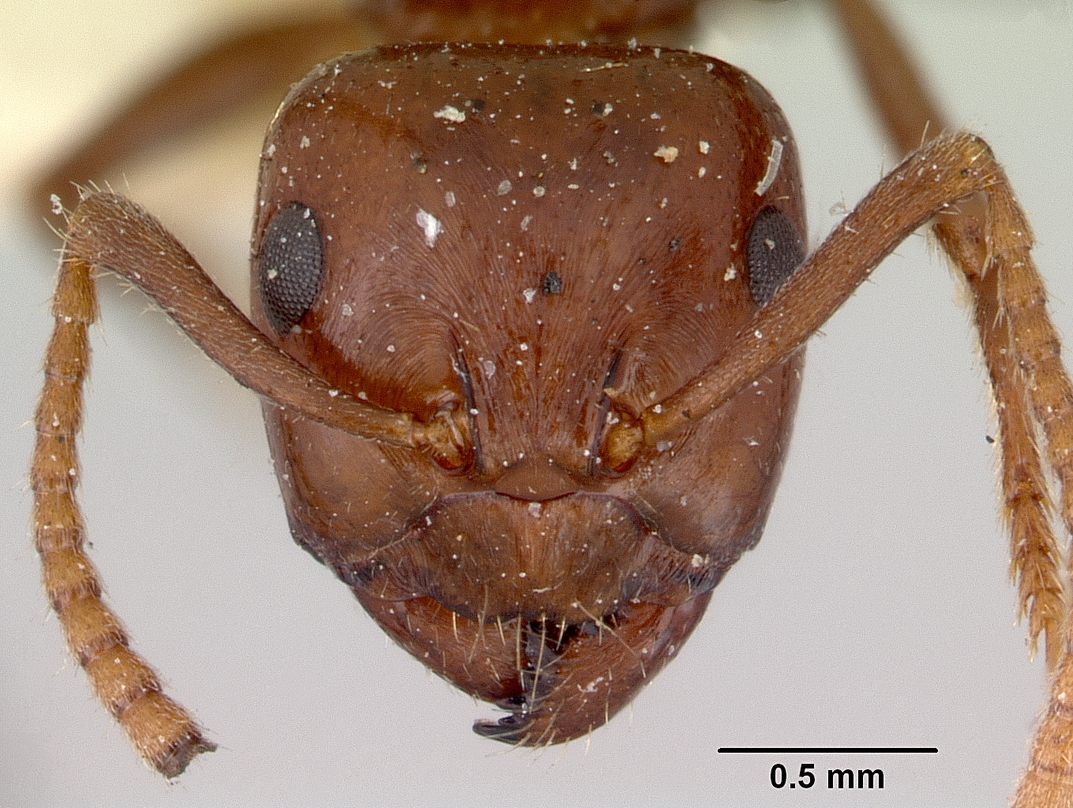